# Ernst Lützelberger
Ernst Karl Julius Lützelberger (Ditterswind, 1802 – Norimberga, 1877) è stato un teologo tedesco.
Dopo aver rinunciato all'ufficio di pastore divenne uno dei più importanti studiosi neotestamentari. Tra le sue opere si ricorda uno studio sull'apostolo Giovanni (1840).
Negli ultimi anni abbandonò la teologia per la germanistica.